# Oribotritia corporaali
Oribotritia corporaali är en kvalsterart som först beskrevs av Oudemans 1926.  Oribotritia corporaali ingår i släktet Oribotritia och familjen Oribotritiidae. Inga underarter finns listade i Catalogue of Life.